# محمد شرفی
محمد شرفی با نام پیشین یحیی شرفی سرتیپ پاسدار فرماندهی انتظامی جمهوری اسلامی ایران است، که هم‌اکنون به‌عنوان جانشین معاون هماهنگ‌کننده فرماندهی انتظامی (جانشین رئیس ستاد فراجا) فعالیت می‌کند، همچنین ریاست هیئت مدیره کانون بازنشستگان ناجا را برعهده دارد.
شرفی از ۱۳۹۰ تا ۱۳۹۱ فرمانده انتظامی استان زنجان بود، از ۱۳۹۱ تا ۱۳۹۴ فرماندهی انتظامی استان آذربایجان غربی را برعهده داشت، در فاصله سال‌های ۱۳۹۴ تا ۱۳۹۸ به‌عنوان رئیس پلیس پیشگیری ناجا فعالیت می‌کرد و از دی‌ماه ۱۳۹۸ جانشین رئیس ستاد فرماندهی انتظامی است. وی در سال ۱۳۹۱ درجه سرتیپ‌دومی و در سال ۱۳۹۸ درجه سرتیپی دریافت کرد.